# Arcene
Arcene ist eine italienische Gemeinde (comune) mit 4949 Einwohnern (Stand 31. Dezember 2023) in der Provinz Bergamo in der Region Lombardei.

## Geographie
Arcene liegt etwa 14 km südwestlich der Provinzhauptstadt Bergamo und 35 km nordöstlich der Millionen-Metropole Mailand.
Die Nachbargemeinden sind Castel Rozzone, Ciserano, Lurano, Pognano, Pontirolo Nuovo, Treviglio und Verdello.